# Limnophyes sokolovae
Limnophyes sokolovae är en tvåvingeart som beskrevs av Zelentsov 1997. Limnophyes sokolovae ingår i släktet Limnophyes och familjen fjädermyggor. Inga underarter finns listade i Catalogue of Life.